# Eriococcus notabilis
Eriococcus notabilis är en insektsart som först beskrevs av Borchsenius 1949.  Eriococcus notabilis ingår i släktet Eriococcus och familjen filtsköldlöss. Inga underarter finns listade i Catalogue of Life.